# Альнаир
Альнаир (α Gru / α Gruis), «Alnair» («Al Na’ir» или «Al Nair», от арабского al-nayyir (яркий)) — самая яркая звезда в созвездии Журавля с видимой звёздной величиной +1,74m. Данная звезда-гигант расположена на расстоянии 101,42 световых лет от Земли. Радиус в 3,6 раза больше радиуса Солнца, масса звезды составляет 4 солнечных массы, светит ярче Солнца в 263 раза. Относится к спектральному классу B7 IV и имеет абсолютную звёздную величину −0,74. Возраст звезды составляет около 100 млн лет.